# Conrad von Molo
Pour les articles homonymes, voir Molo.
Conrad Kurt von Molo, né le 21 décembre 1906 à Vienne (Autriche-Hongrie) et mort le 12 août 1997 à Munich (Allemagne), est un producteur et monteur autrichien.

## Biographie
Conrad von Molo travaille principalement dans l'industrie allemande, à l'exception d'un bref séjour en Grande-Bretagne dans les années 1930. Conrad von Molo se spécialise ensuite dans la supervision du doublage de productions étrangères pour les marchés germanophones.
Il est le fils de l'écrivain Walter von Molo. Sa sœur, Trude von Molo, est une actrice de premier plan, avant de prendre subitement sa retraite.

## Filmographie partielle

### Au cinéma

#### Monteur
- 1931 : Die Koffer des Herrn O.F.
- 1932 : Die Vier vom Bob 13
- 1932 : Kavaliere vom Kurfürstendamm
- 1933 : Le Testament du docteur Mabuse (Das Testament des Dr. Mabuse)
- 1936 : Accusée
- 1936 : Crime Over London
- 1936 : The Amateur Gentleman
- 1937 : Les Deux Aventuriers
- 1940 : Unser Fräulein Doktor
- 1940 : Dopo divorzieremo
- 1941 : Stukas
- 1942 : GPU
- 1943 : Der kleine Grenzverkehr

#### Producteur
- 1955 : Louis II de Bavière (L'Avant-dernière nuit)
- 1956 : L'amour ne meurt jamais (Ich suche dich)
- 1958 : Der Mann, der nicht nein sagen konnte
- 1960 : Mit Himbeergeist geht alles besser
- 1966 : L'Espion

#### Assistant réalisateur
- 1936 : Le Vagabond bien-aimé
- 1940 : Unser Fräulein Doktor
- 1941 : Stukas